# 大邱KOGAS飛馬
大邱KOGAS飛馬（韓語：대구 한국가스공사 페가수스）為韓國職業籃球隊，以韓國大邱廣域市作為球隊所在地，參加韓國籃球聯賽。球隊於2021年搬遷至大邱廣域市，從仁川東土大象更名為大邱KOGAS飛馬。